# Raimund Hedl

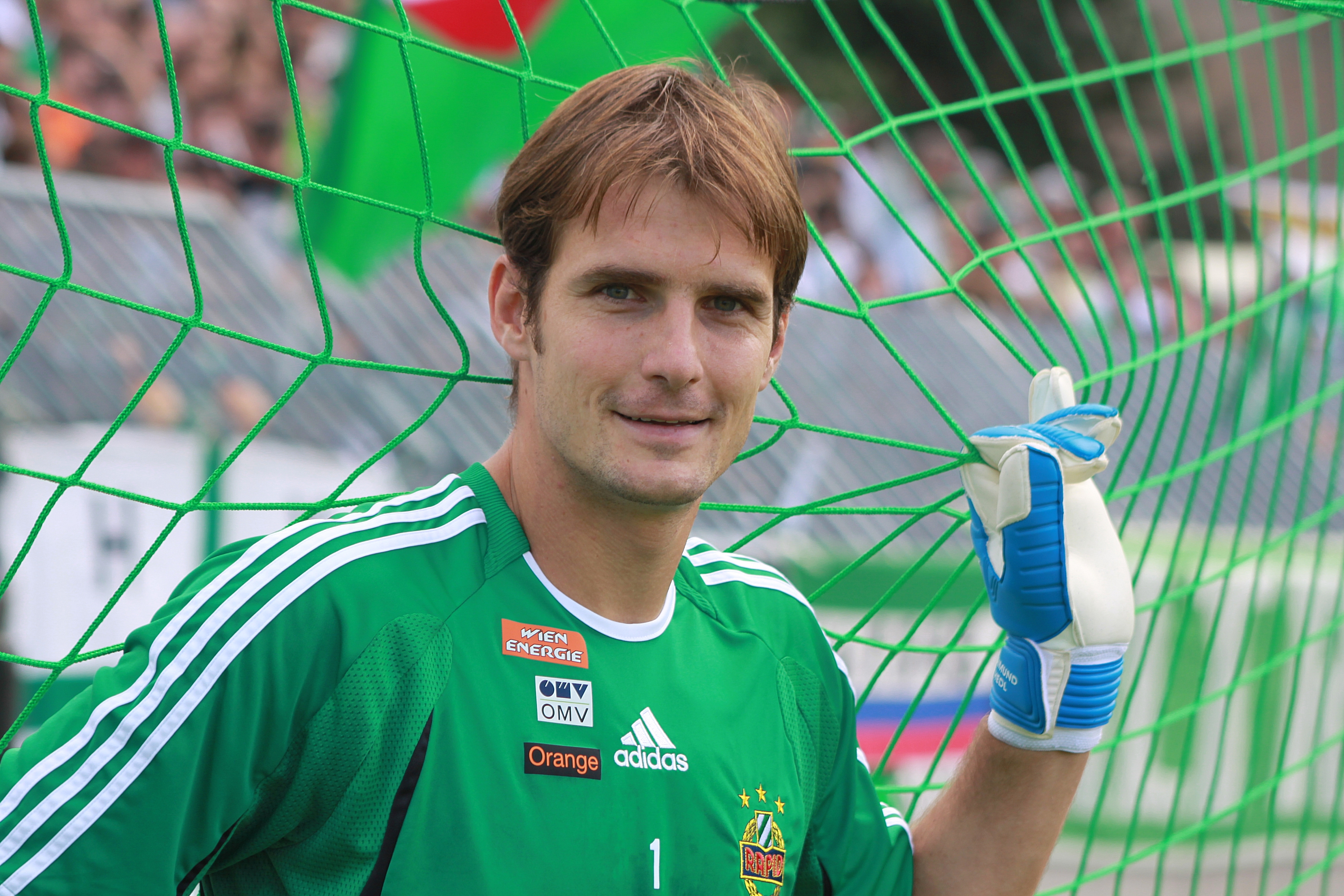
Raimund Hedl (2009)

Raimund Hedl (* 31. August 1974 in Wien) ist ein ehemaliger österreichischer Fußballtorwart.

## Spielerkarriere
Raimund Hedl begann seine Karriere beim österreichischen Fußballclub SK Rapid Wien. In den ersten Jahren spielte er vorwiegend als Ersatztormann hinter Helge Payer und wurde 2010/11 zur Nummer 1 im Tor der Wiener avancierte. Hedl war unter anderem auch Ersatz von Michael Konsel bei den Grün-Weißen. Sein Debüt in der österreichischen Bundesliga gab Raimund Hedl in der Spielsaison 1996/97 für Rapid Wien. Nachdem er in den Jahren 2001 bis 2005 den Verein verlassen hatte und in der Zwischenzeit beim LASK und dem SV Mattersburg gespielt hatte, kehrte er 2005 wieder zum österreichischen Rekordmeister zurück.
Ende Februar 2006 zog er sich eine Kniescheibenverrenkung zu und fiel für die restliche Saison 2006/07 aus.
Nach dem Ausfall Payers vor der Fußball-Europameisterschaft 2008 war Hedl zu Beginn der Saison  2008/09 erneut Ersatztorhüter, dieses Mal hinter dem Deutschen Georg Koch. Dieser verletzte sich und so spielte Hedl sieben Meisterschaftspartien, verlor jedoch seinen Platz in der Kampfmannschaft an den jüngeren Andreas Lukse. Seit 2010 war er die Nummer eins bei Rapid.

## Karriereende und Trainerlaufbahn
Am 16. Mai 2011 wurde Peter Schöttel als neuer Rapid Cheftrainer präsentiert. Raimund Hedl beendete am 1. Juni 2011 seine Karriere als Torwart und wurde Torhütertrainer beim SK Rapid Wien. Diese Position hatte er bis November 2016 inne, ehe er vereinslos wurde. Dabei war er nicht nur bei den Profis als Torwarttrainer tätig, sondern für die gesamte Trainerausbildung vom Nachwuchs bis zu den Profis zuständig. 2014 gründete er unter anderem die SK Rapid Tormannakademie, um jungen externen Tormännern und Torfrauen die Möglichkeit einer professionellen Tormannausbildung zu ermöglichen. Nach seinem Ausscheiden bei Rapid trainierte er bald darauf für ein halbes Jahr die Torhüter der österreichischen U-15-Auswahl. Im März 2018 löste er Wolfgang Wimmer als Torwarttrainer der österreichischen U-21-Nationalmannschaft ab und ist heute (Stand: Juni 2024) noch immer mit dieser Aufgabe betraut.

## Trainerqualifikationen
Bereits während seiner sportlichen Laufbahn erwarb er das nationale Torwarttrainerdiplom, erhielt die UEFA-A-Torwarttrainer-Lizenz, sowie die UEFA-B-Lizenz für Mannschaftstrainer. Seit 2018 ist Hedl generell unterstützend in der Aus- und Fortbildung der ÖFB-Torhüter tätig.

## Sportliche Erfolge
- 1 × Österreichischer Meister: 2008 (Rapid Wien)
- 4 × Österreichischer Vizemeister: 1997, 1998, 2001 und 2009 (Rapid Wien)
- 1 × Finalist im Europacup der Cupsieger: 1996 (Rapid Wien)

## Persönliches
Seine Söhne Niklas (* 2001) und Tobias (* 2003) sind ebenfalls Fußballspieler.
Neben seiner Karriere im Fußballsport begann Hedl bereits als 19-Jähriger im Immobilienbereich tätig zu werden. Noch früh erwarb er nach seiner Schulausbildung, die er mit einer HTL-Matura beendete, seine ersten Projekte. Er erwarb erste Wohnungen, um diese zu sanieren und anschließend wieder zu verkaufen oder zu vermieten.